# Blagdon Hill
Blagdon Hill – osada w Anglii, w hrabstwie Somerset. Leży 6,3 km od miasta Taunton, 7,3 km od miasta Wellington i 220,9 km od Londynu. W 2016 miejscowość liczyła 534 mieszkańców.